# Literatura anglonormanda
Se denomina literatura anglonormanda a la compuesta en idioma anglonormando entre 1066 y 1204, periodo durante el cual el Ducado de Normandía e Inglaterra estuvieron unidos formando un único reino.

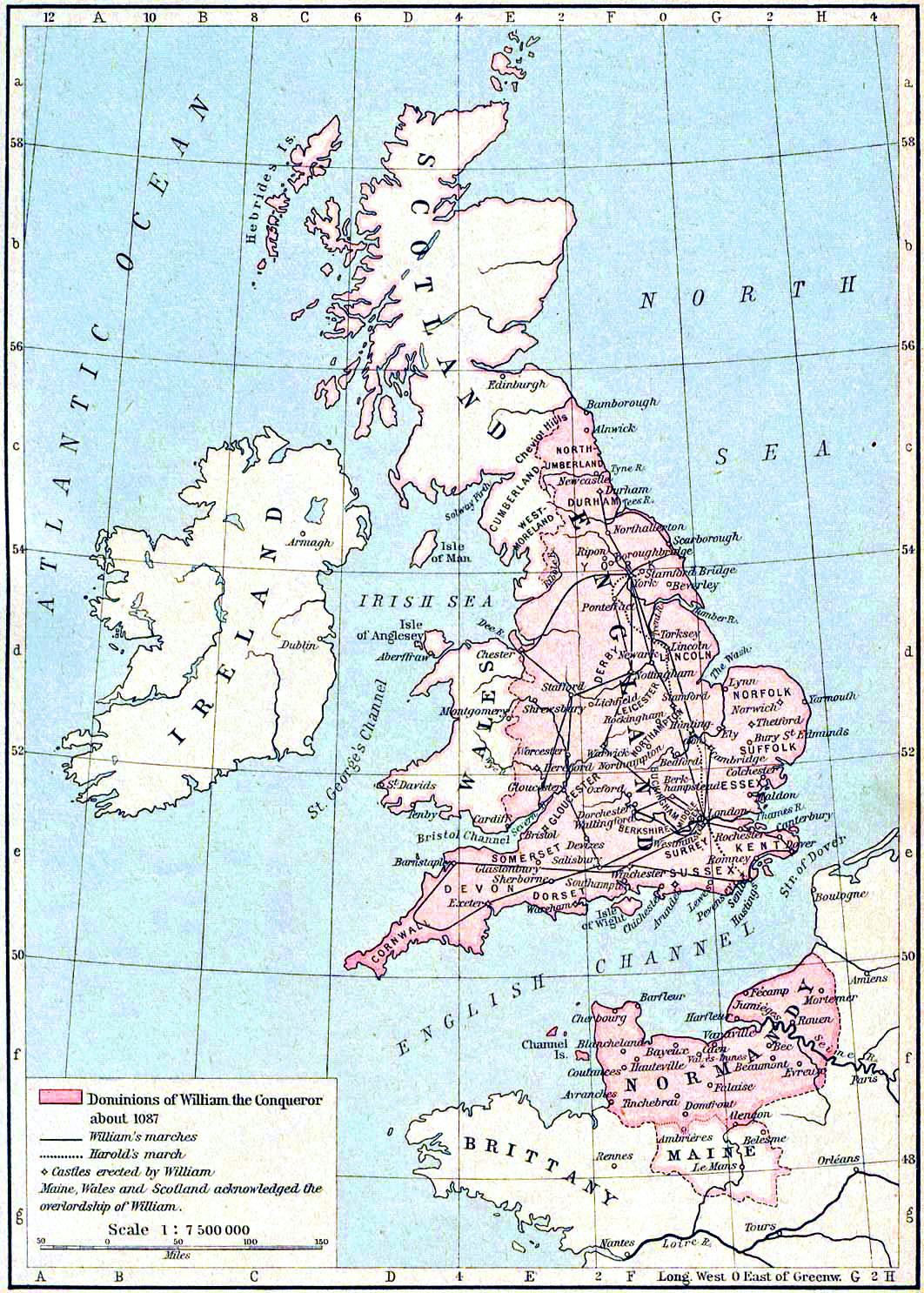
Dominios de Guillermo "El Conquistador" hacia 1087.

El idioma normando se introdujo en Inglaterra con Guillermo I "El conquistador". Tras la Invasión Normanda de Inglaterra, el conocido como "francés normando" se convirtió en la lengua de la nobleza inglesa: compartió con el latín, durante todo el siglo XII, la condición de lengua literaria de Inglaterra, y siguió usándose como lengua de la Corte hasta el siglo XV (hasta que Enrique VII de Inglaterra recuperó el inglés como lengua propia de los reyes). Tras la pérdida de las provincias francesas durante los siglos XIII y XIV, se establecieron en Inglaterra escuelas para la enseñanza del francés, entre las que destacaba la de Marlborough. De hecho, salvo por pequeñas diferencias gráficas y fonéticas, la lengua normanda era muy cercana al francés antiguo, dado que se trataba de una de las "lenguas de oïl".
El enorme prestigio del francés se mantuvo, efectivamente, hasta el siglo XIV, dominando la vida pública inglesa. Hasta 1363 no se pronunció ningún discurso de apertura del Parlamento de Inglaterra en inglés, y hasta el reinado de Enrique VII las leyes siguieron siendo escritas en anglonormando. Aunque durante la guerra de los Cien Años el estudio y el uso público y literario del francés descendió, siguió siendo el idioma clásico empleado en los tribunales hasta el siglo XVII; la lengua de gobierno hasta 1480, e incluso hoy sigue siendo la lengua oficial de las Islas del Canal, aunque el inglés prevalece desde 1901.
El periodo más floreciente de la literatura anglonormanda se sitúa entre el comienzo del siglo XII y el final del primer cuarto del XIII. El final de este periodo se suele hacer coincidir con la pérdida de las posesiones francesas por parte de la corona anglonormanda, pero esto no es del todo cierto: más bien habría que situar, como hito que señala el final de este periodo, la publicación de la "Historia de Guillermo el Mariscal" en 1225. Este periodo debe su brillantez, principalmente, a la protección otorgada por Enrique II de Inglaterra a los hombres de letras de su época. Fue durante este periodo cuando Wace y Benoît de Sainte-Maure completaron sus historias, y también cuando María de Francia compuso la mayoría de sus poemas. Además, un acontecimiento producido durante su reinado, la muerte de Thomas Becket, dio origen a una importante serie de escritos, algunos de los cuales son plenamente anglonormandos. También de esta época son los escritos de Béroul y Tomás de Inglaterra, así como algunos de los más famosos romans d'aventure anglonormandos.

## Literatura épica
Se sabe que la poesía épica francesa llegó muy rápidamente a Inglaterra. Se cree, por ejemplo, que la Chanson de Roland se cantó en la batalla de Hastings, y se conservan varios manuscritos de cantares de gesta anglonormandos. El poema La peregrinación de Carlomagno se conservaba, por ejemplo, en un manuscrito anglonormando (hoy perdido) en el Museo Británico. También el manuscrito más antiguo conservado de la Chanson de Roland fue escrito en Inglaterra, así como otros cantares de menor importancia, como la Chanson de Guillaume.

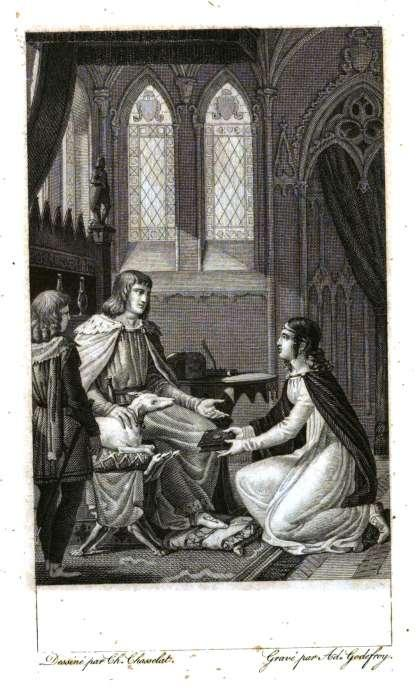
María de Francia presenta sus lais a Enrique II de Inglaterra (grabado del).

Aunque la difusión de esta poesía épica por Inglaterra no inspiró la creación de ningún cantar de gesta autóctono, sí generó el gusto por este tipo de literatura, que luego se manifestaría en otros géneros y obras como el Romance de Horn, Bevis de Hampton, Guy of Warwick o Waldef; de hecho, la última de estas obras, aunque ha llegado a nosotros en prosa, muestra claros indicios de una versión anterior en verso. Existen otras muestras de esta interrelación entre las poesías francesa e inglesa de la época: por ejemplo, el Lay of Orpheus bretón nos es solo conocido a través de su imitación inglesa, Sir Orfeo; el Lai du cor fue compuesto por Robert Biket, un poeta anglonormando del siglo XII, los Lais de María de Francia fueron escritos en Inglaterra, y la mayoría de los romances (libros de caballería) de la llamada "Materia de Bretaña" o ciclo artúrico parecen haber pasado de Inglaterra a Francia a través del anglonormando.
Así, por ejemplo, las leyendas de Merlín y el Rey Arturo recogidas en la Historia Regum Britanniae por Geoffrey de Monmouth pasaron a la literatura francesa tal y como éste los describió; el Perceval de Chrétien de Troyes está indudablemente basado en un poema anglonormando anterior y Robert de Boron basó su Merlín en el de Geoffrey de Monmouth. Finalmente, la conocida leyenda de Tristán e Isolda fue adaptada por dos autores, Béroul y Tomás de Inglaterra, de los cuales el primero posiblemente fuera anglonormando, y el segundo lo era con toda certeza. Una Folie Tristan fue igualmente compuesta en Inglaterra en los últimos años del siglo XII.
Menos conocidos que la de Tristán e Isolda, pero igualmente interesantes, son los dos romans de Hue de Rotelande: Ipomedon y Protesilaus, escritos hacia 1185. El primero relata las aventuras de un caballero casado con la joven duquesa de Calabria, sobrina del rey Meleagro de Sicilia, de quien se enamora Medea, la esposa del rey. El segundo es una secuela del anterior, y trata de las luchas y subsiguiente reconciliación de los hijos de Ipomedon (Dauno y Protesilao). 
A estos dos romances hay que añadir aún otro más escrito por un autor anglonormando: Amadas et Idoine, del que solo se conserva una versión continental. Gaston Paris ha demostrado sin embargo que el original se compuso en Inglaterra en el siglo XII. En cambio, el poema anglonormando de la Vida de Ricardo Corazón de León se ha perdido, y solo se conserva una traducción al inglés. Hacia 1250, Eustasio de Kent introdujo en Inglaterra el roman d'Alexandre a través de su Roman de toute chevalerie, muchos de cuyos pasajes fueron imigados en uno de los más antiguos poemas ingleses en tratar sobre Alejandro, el King Alisaunder.

## Cuentos y fábulas
Pese a la inmensa popularidad de este tipo de narraciones durante la Edad Media en toda Europa, sólo se conservan media docena de Fabliaux anglonormandos: Le chevalier à la corbeille, Le chevalier qui faisait parler les muets, Le chevalier, sa dame et un clerc, Les trois dames, La gageure, Le prêtre d'Alison y La bourgeoise d'Orléans. En cuanto a las fábulas, una de las colecciones medievales más populares es la escrita por María de Francia, quien dijo haberlas traducido de una obra de Alfredo el Grande. En los Contes moralisés, escritos por Nicole Bozon poco antes de 1320, varias de las fábulas presentan fuertes parecidos con las de María de Francia.
Los cuentos religiosos, género también muy extendido en la Edad Media, centrados generalmente en la figura de la Virgen María, nos han llegado en tres colecciones: la colección de 49 milagros de la Virgen Le Gracial, adaptados en verso desde el latín por el clérigo Adgar, de la segunda mitad del siglo XII y que reúne principalmente material de Guillermo de Malmesbury († 1143?); la colección de Everard de Gateley, un monje de la abadía de San Edmundo en Bury, que escribió tres leyendas marianas hacia 1250; y una colección anónima de unas sesenta leyendas marianas compuesta hacia 1250.

## Historiografía
Mucha mayor importancia que los anteriores -y escasos- fabliaux tiene el conjunto de obras que constituye la historiografía anglonormanda. La primera historia conservada es la de Geoffrey Gaimar, quien escribió una Estorie des Angles (entre 1147 y 1151) para Dame Constance, esposa de Ralph FitzGilbert. Esta historia estaba compuesta por una primera parte (hoy perdida) que era una mera traducción de la Historia Regum Britanniae de Geoffrey of Monmouth, precedida por una historia de la guerra de Troya, y una segunda parte que continúa la narración hasta la muerte de William Rufus. Para esta segunda parte se basó en documentos históricos, pero lamentablemente se detuvo en el año 1087, justo cuando comienza el periodo del que podría habernos dado informaciones de primera mano. De manera similar, Wace en su Roman de Rou escrito entre 1160 y 1174, se detiene en la batalla de Tinchebray de 1107 , precisamente cuando comienza la época de la que él fue testigo. Su Roman de Brut o Geste des Bretons, escrito en 1155, no pasa de ser una traducción de Geoffrey of Monmouth.
La Historia de los Duques de Normandía escrita por Benoît de Sainte-Maure, se basa en los anteriores trabajos de Wace. Fue compuesta a petición de Enrique II de Inglaterra hacia 1170, y nos lleva hasta el año 1135, aunque tienen escaso interés histórico: son el producto de un romancier courtois que disfruta relatando las aventuras amorosas de los personajes de la leyenda de Troya. Otros trabajos históricos de esta época, en cambio, nos ofrecen información histórica más fiable: por ejemplo, el poema anónimo sobre la Conquista de Irlanda por Enrique II, de 1172, el cual, junto con la Expugnatio hibernica de Giraud de Barri, constituye nuestra principal fuente sobre este tema. Igualmente, Jourdain Fantosme, quien estaba en el norte de Inglaterra hacia 1174, escribió un relato de las guerras entre Enrique II y sus hijos, y Guillermo I de Escocia y Luis VII de Francia, en 1173 y 1174, bajo el título de Crónica de los reinos de Esteban. 
Ninguna de las historias mencionadas hasta ahora, sin embargo, puede compararse con L'Histoire de Guillaume le Marechal, sobre el que fuera regente de Inglaterra entre 1216 y 1219. Esta obra maestra de la historiografía fue compuesta en 1225 o 1226 por un poeta profesional y de talento, a petición de Guillermo, hijo del Mariscal. Fue realizada basándose en las notas del escudero del Mariscal, John d'Early, quien compartió con él todas sus aventuras y vicisitudes, y fue de hecho uno de sus albaceas. Esta obra es de gran valor histórico para el periodo entre 1186 y 1219, ya que contiene informaciones personales obtenidas de primera mano. En la parte que habla de los sucesos anteriores a 1186, es cierto que hay algunos errores factuales, debido a la ignorancia de su autor sobre historia contemporánea, pero estos pequeños deslices se ven ampliamente compensados por el valor literario de la obra. Su estilo es conciso, las anécdotas están bien narradas, las descripciones son cortas y pintorescas; el conjunto constituye uno de los retratos más vivos conservados de la sociedad medieval.
Al lado de semejante monumento, palidecen otras obras menores como la Crónica de Pierre de Langtoft, escrita entre 1311 y 1320, y que contiene datos interesantes para el periodo entre 1294 y 1307; la Chronique de Nicholas Trevet (1258?-1328?), dedicada a la Princesa Mary, hija de Eduardo I de Inglaterra; la Scala Chronica compilada or Thomas Gray de Heaton († c. 1369), que continúa hasta los años 1362-1363; el poema El Príncipe Negro, compuesto por Chandos Herald hacia 1386, que relata la vida de Eduardo de Woodstock entre 1346 y 1376 o, por último, las distintas versiones de Brutes compuestos en esta época..
Cabe mencionar también, en lo que se refiere a la historia antigua, la traducción que de Eutropio y Dares Frigio realizó Geoffrey of Waterford (siglo XIII), quien también escribió el Secret des Secrets, traducción de una obra erróneamente atribuida a Aristóteles.

## Literatura didáctica
La literatura didáctica es el género más considerable, si no el más interesante, de la literatura anglonormanda: lo compone un amplio número de obras escritas principalmente con el objetivo de ofrecer instrucción religiosa y profana a los caballeros y damas anglonormandos. Estas son las obras pertenecientes a este género:
- Philippe de Thaun, Comput, c. 1119, poema sobre el calendario.
- Bestiaire, c. 1130.
- Lois de Guillaume le Conquérant (compuesto entre 1150 y 1170).
- Salterio de Oxford, c. 1150.
- Salterio de Cambridge, c. 1160.
- Salterio de Londres.
- Disticha Catonis ("Dísticos de Catón").
- Le Roman de fortune, un resumen de De consolatione philosophiae de Boecio realizado por Simon de Fresne.
- Quatre livres des rois, obra traducida al francés en el siglo XII e imitada en Inglaterra poco después.
- Donnei des Amanz, supuesta conversación entre dos amantes, escuchada y transcrita por el poeta, de carácter puramente didáctico; incluye tres capítulos especialmente interesantes: un fragmento de la historia de Tristán, la fábula L'homme et le serpent y el relato L'homme et l'oiseau, que es la base para el conocido Lai de l'oiselet.
- Livre des Sibiles, 1160.
- Enseignements Trebor, de Robert de Ho.
- Lapidaire de Cambridge.
- Frére Angier de Ste. Frideswide, Dialogues, 1212.
- Li dialoge Grégoire le pape.
- Petite philosophie, c. 1225.
- Histoire de Marie et de Jésus.
- Poème sur l'Ancien Testament.
- Le Corset y Le Miroir, de Robert de Gretham.
- Lumière as Lais, de Pierre de Peckham, c. 1250, versión anglonormanda de la Image du monde.
- Dos versiones anglonormandas de Quatre soeurs, del siglo XIII.
- Otro Comput de Raüf de Lenham, 1256.
- Le chastel d'amors, de Robert Grosseteste, obispo de Lincoln († 1253).
- Poème sur l'amour de Dieu et sur la haine du péché, segunda mitad del siglo XIII.
- Le mariage des neuf filles du diable.
- Ditie d' Urbain, atribuida sin motivo a Enrique I de Inglaterra.
- Dialogue de l'évêque Saint Julien et son disciple.
- Poème sur l'antichrist et le jugement dernier.
- A finales del siglo XIII, Wilham de Waddington produjo su Manuel des péchés, que fue adaptado en Inglaterra por Robert de Brunne en su Handlying Sinne (1303).

Ya en el siglo XIV se escribieron las siguientes obras:
- Contes moralisés, de Nicole Bozon.
- Traité de naturesse.
- Sermons en verso.
- Proverbes de bon enseignement.

También se conservan algunos manuales de enseñanza de francés de esta época, como el escrito por Gautier de Biblesworth: à Madame Dyonise de Mountechensi pur aprise de langage; Orthographia gallica; La manière de language, escrita en 1396 o Un petit livre pour enseigner les enfants de leur entreparler comun françois, c. 1399.
La importante obra de finales del siglo XIV Mirour de l'omme, de John Gower, contiene unos 30 000 versos en un muy buen francés.

## Hagiografía
Entre las numerosas vidas de santos escritas en anglonormando, las más importantes son las siguientes:
- Voyage de Saint Brandan (o simplemente Brandain), escrita en 1121 por un eclesiástico para la reina Aelis of Louvain;
- Vida de Santa Catarina escrita por Clemence de Barking;
- Vida de San Gil escrita hacia 1170, por Guillaume de Berneville;
- Vida de San Nicolás, y Vida de Nuestra Señora, de Wace;
- Vida de San Jorge escrita por Simon de Fresne;
- Expurgatoire de Ste. Patrice, por Marie de France;
- La vie de St. Edmund le Rei, de Denis Pyramus, de finales del siglo XII;
- Vida de San Thais escrita por Henri d'Arci, y un poema sobre el Anticristo del mismo autor titulado Visio S. Pauli;
- Vida de San Gregorio Magno escrita por Frère Angier, 1214.
- Vida de Santa Modwenna, escrita entre 1225 y 1250;
- Fragmentos de una vida de Tomás Beckett escrita hacia 1230; y otra hagiografía del mismo escrita por Benito de San Alban, del siglo XIII;
- Vida de Eduardo el Confesor, escrita antes de 1245 por un monje anónimo de Westminster;
- Vida de San Auban, hacia 1250;
- La visión de Tnudgal, un fragmento anglonormando preservado en el manuscrito MS. 312, Trinity College (Dublín) del siglo XIV aunque el texto parece ser del siglo XIII.

A esta categoría pertenece también la vida de Hugh de Lincoln, del siglo XIII. Otras vidas de santos anglonormandas fueron descubiertas por Paul Meyer en los manuscritos de la Biblioteca Welbeck. 338-378).

## Poesía lírica
Las únicas poesías líricas conservadas en anglonormando son las setenta y un Baladas de Gower. Las demás canciones conservadas son religiosas, y fueron descubiertas y publicadas por Paul Meyer. Aunque se conserven tan pocas muestras, la poesía lírica anglonormandas debieron de ser numerosas en la época, debido al constante intercambio poético entre ingleses, franceses y provenzales. En el Piers Plowman encontramos una prueba de hasta qué punto penetró este tipo de literatura en Inglaterra:
"... dykers and deluers that doth here dedes ille,
And dryuen forth the longe day with 'Deu, vous saue,
Dame Emme!'" (Prologue, 223 f.)
Una de las más depuradas producciones de poesía lírica anglonormanda, escrita a finales del siglo XIII, es el Plainte d'amour, y también cabe mencionar, aunque meramente como curiosidades literarias, los varios trabajos líricos escritos en dos lenguas: latín y francés, inglés y francés, o incluso en las tres lenguas a la vez, como el incluido en Early English Lyrics (Oxford, 1907), en el que un amante escribe a su amada en tres lenguas, y ella contesta de la misma forma (De amico ad amicam, Responcio, viii and ix).

## Sátira

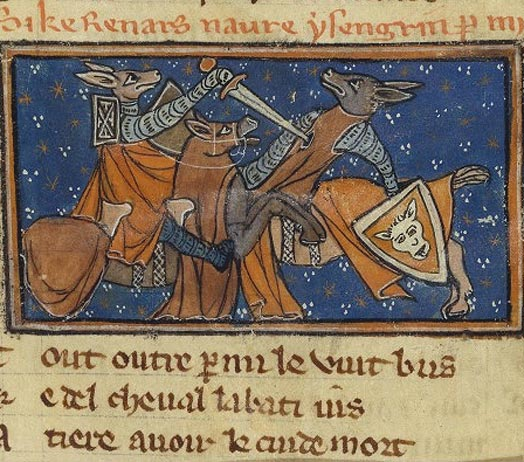
Ilustración del Roman de Renart del.

La gran popularidad del Roman de Renart en Inglaterra y la versión anglonormanda del Riote du Monde demuestra que el espíritu satírico francés era muy apreciado también en tierras británicas. El clero y las mujeres eran los objetos más habituales de tales sátiras, si bien existen ejemplos opuestos: un inglés escribió un poema titulado La Bonté des dames en defensa de las mujeres, y Nicole Bozon, después de haber representado al Orgullo como una mujer hija del diablo, y de haber atacado ferozmente a las mujeres en su Char d'Orgueil, también compuso una Bounté des femmes en las que las colma de alabanzas hacia su cortesía, humildad, sociabilidad y cariño por sus hijos. 
También se conservan algunos ejemplos de sátira política, en las que franceses e ingleses intercambian ingeniosidades sobre sus respectivos defectos. Por ejemplo, el Roman des Français, de André de Coutances, escrito en el continente, y que no puede por lo tanto considerarse anglonormando, es una encendida respuesta a los autores franceses que habían ridiculizado a los ingleses.

## Teatro
Es probable que el teatro proveniente de Francia tuviera una enorme influencia en el desarrollo del drama sagrado inglés; lamentablemente, ninguna de las obras escritas en francés en Inglaterra en los siglos XII y XIII se ha conservado. Adam ("Adán"), generalmente considerado un misterio anglonormando del siglo XII, en realidad fue probablemente escrito en Francia a comienzos del XII, y la denominada Resurrección anglonormanda pertenece igualmente a la literatura francesa continental. Sin embargo, es necesario señalar que las primeras moralidades parecen ser adaptaciones de otras anteriores francesas.